# Grøde Kirke
Grøde Kirke er en kirkebygning beliggende på den nordfrisiske hallig Grøde i Sydslesvig i den nordtyske delstat Slesvig-Holsten. Kirken er viet til Sankt Margrethe.
Den stråtækte kirke er opført 1779 på et varft midt på øen Grøde. Kirken har hverken tårn eller orgel. Kirkerummet har bjælkeloft. Altertavlen i renæssance-stil er fra 1592. De udskårne billeder forestiller scener fra Jesu liv. Prædikestolen er fra 1500-tallet, den nuværende lydhimmel er fra 1695. Døbefonten er af træ. Dens kumme er dekoreret med relieffer. Det sengotiske korbuekrucifiks er fra omkring året 1500. Et lille skib hænger i kirkens midte. På nordvæggen hænger et trætavle med en indskrift, der minder om den store isflod 1625.
Øens første kirke blev ødelagt ved stormfloden i 1362. Flere gange blev kirkebygninger på øen oversvømmet og ødelagt, indtil den nuværende blev bygget i 1779.
- Kirkens indre
- Den trefløjede altertavle